# Hardbass
Sous-genres
Early hardbass, metal shade, sober hardbass/hardbass attacks
La hardbass, ou hard bass (russe : хардбасс), aussi appelé pump, nasos ou kolbasa, est un genre de musique électronique ayant émergé en Russie durant les années 2000, inspiré par la UK hard house, la bouncy techno, la scouse house, le powerstomp et le hardstyle.

## Histoire

### Débuts et années 2000
La hardbass commence à émerger à la fin des années 1990, principalement dans la scène EDM underground de Saint-Pétersbourg, en Russie. Les lieux les plus célèbres pour les raves de pump à Saint-Pétersbourg comprennent celles organisées dans le club Rassvet, et les raves en forêt dans une carrière près de Mednoe Ozero (Меднозаводский Разлив), un lac artificiel pas très loin de Saint-Pétersbourg. Les DJ Tolstyak, DJ 8088, DJ Yurbanoid, DJ Solovey, DJ Glyuk et bien d'autres sont parmi les DJ qui ont donné le coup d'envoi de la production nationale de pumping house en Russie.
En 2006, un film satirique intitulé Pumping Terminator Vol. 1 est publié sur YouTube, mettant en scène un homme d'âge mûr dansant d'une manière typique des Gopniks et chantant des Chastushkas. La bande-son de ce film comprend trois morceaux de pumping house produits par XS Project.

### Depuis les années 2010

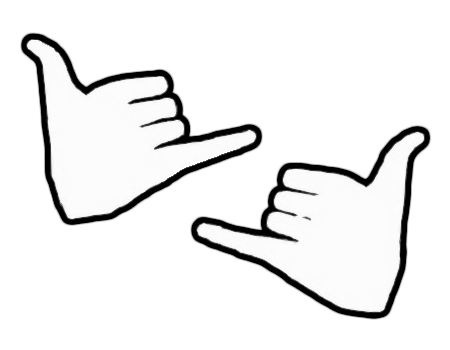
Hardbass koza, geste de la main associé aux hardbass attacks et aux danses hardbass.

En 2010, XS Project, un groupe de quatre producteurs de musique de Saint-Pétersbourg, a publié un autre film satirique sur YouTube, avec des présentateurs de la station de radio Gop FM, accompagnant leur titre Bochka, Bass, Kolbasyor (kick, basse et kolbasyor), sorti en 2003. Dans le film, plusieurs artistes, DJ et présentateurs radio, déguisés en gopniks, dansent dans le style gopnik sur un terrain de jeu pour enfants de Saint-Pétersbourg. Le film avait pour but de se moquer de la soi-disant sous-culture des Gopniks de rave - des jeunes en survêtement qui se rendaient à des fêtes de rave en Russie non pas pour s'amuser, mais pour s'abîmer et semer la pagaille
La vague de popularisation mondiale du hardbass commence lorsque la vidéo musicale Narkotik KAL (Drug is BAD) devient virale sur YouTube en 2011. Le contexte de cette vidéo était une protestation, bien que satirique, contre la consommation et l'abus de substances illégales en Russie, et en particulier contre ce que l'on appelle le krokodil, qui se répand après la perestroïka.
En 2015, le hardbass devient soudainement populaire sur Internet avec la sortie de la vidéo Cheeki Breeki Hardbass Anthem par le YouTubeur Apartje, reprenant dans son titre une expression argotique issue du jeu S.T.A.L.K.E.R. Ce style jusque là peu connu du public international va alors se diffuser sous la forme d'un mème. Plusieurs nouveaux artistes émergent, comme par exemple DJ Blyatman. Le YouTubeur Life of Boris va également réaliser plusieurs titres de hardbass, le plus célèbre étant Slav King qui totalise plusieurs dizaines de millions de vues.
À partir du milieu des années 2010, le hardbass apparaît fréquemment comme un mème Internet, accompagnant les Gopniks, le squat, les habitudes alcooliques et la pauvreté en tant que stéréotypes centraux du mode de vie à la russe et à la slave.

## Caractéristiques
Le hardbass se caractérise par un tempo rapide (habituellement 150–170 BPM), généralement des donks (basses typiques du genre), des lignes de basse distinctes (dans le style hard bounce), des sons distordus, un kick lourd et parfois du rap. La hardbass deviendra un stéréotype central de l’ère Gopnik, influencée par les classes populaires de l'ex-Union soviétique.
Il n'est pas rare de pouvoir observer sur les pochettes d'albums ou dans les clips l'utilisation de symboles politiques de cette époque comme la faucille et le marteau ou plus rarement l'étoile rouge, souvent utilisés à usage symboliques et représentatifs du patrimoine populaire russe.